# Cell 213
a nu se confunda cu filmul spaniol Cell 211 (Celda 211)
Cell 213 este un film de groază din 2010 cu Bruce Greenwood, Eric Balfour și Michael Rooker în rolurile principale. Filmările au avut loc în Ontario, Canada. Cell 213 este regizat de Stephen T. Kay după un scenariu de Maninder Chana.

## Povestea
Avocatul Michael Grey (Balfour) este chemat într-o închisoare izolată ca să apere un criminal. Atunci când violentul criminal se sinucide în timpul interviului lor, toți ochii sunt ațintiți asupra lui Grey și el este condamnat în curând în același penitenciar. Forțat să se descurce cu un paznic sadic (Rooker) și cu un enigmatic Director (Greenwood) și blocat în celula 213, la fel ca ucigașul care l-au adus în închisoare, Dumnezeu și diavolul se luptă pentru sufletul lui Grey.

## Distribuția
- Eric Balfour este Michael Grey
- Bruce Greenwood este the Warden
- Michael Rooker este Ray Clement
- Deborah Valente este Audrey Davis
- Conrad Coates este Frank
- Viv Leacock este Six
- Tamara Gorski este Lynn
- Rob Ramsay este Rory